# Tomáš Čermák
Tomáš Čermák (n. 8 februarie 1943, Ostrava, Cehia) este un inginer ceh și rector al Universității Tehnice din Ostrava între 1990–1997 și 2003–2010.
Este autorul mai multor manuale pentru studenții universităților tehnice.

## Biografie
Tomáš Čermák a absolvit în 1964 Universitatea de Tehnologie din Brno în cadrul Facultății de Electrotehnică. Din 1964 până în 1968 a lucrat ca inginer la Compania de Oțel din Vitkovice (acum Evraz).
În 1968 a fost numit cercetător principal la VŠB – Universitatea Tehnică din Ostrava (în cehă Vysoká škola báňská – Technická univerzita Ostrava, VŠB-TUO). Din 1981 a lucrat ca asistent universitar la Departamentul de Inginerie Electrică. În 1974 a obținut un doctorat în domeniul mașini și acționări electrice la Universitatea de Tehnologie din Brno.
Din 1977 până în 1990, Čermák a fost consecutiv șef adjunct, șef și prodecan în cadrul Departamentului de Mașini și Acționări Electrice al VŠB – Universitatea Tehnică din Ostrava. Din 1991 a obținut un post de profesor titular.
Čermák a fost rector al VŠB din 1990 până în 1997, prorector pentru cercetare și dezvoltare și afaceri externe din 1997 până în 2003, din nou rector din 2003 până în 2010.
Čermák este membru al numeroaselor comitete naționale și internaționale, cum ar fi vicepreședinte al Consiliului Universităților Cehe, membru al Adunării Generale a Academiei Cehe de Științe (în cehă: Akademie věd České republiky, AV ČR) și membru fondator al Academiei Cehe de Inginerie (IAČR) și al Centrului Internațional pentru Educația Oculară (ICEE). 
Este Consultant⁠(d) al Guvernului Cehiei, în calitate de membru al Comitetului de stat pentru diplome științifice și președinte al departamentului de inginerie al Agenției de Granturi a Republicii Cehe (GAČR).
Din 1997, Tomáš Čermák a fost președinte al Consiliului de Administrație al Grupului Slavia Vezuvius (fostul Hinckley) și președinte al Autorității de Supraveghere OZOBEL.
Tomáš Čermák este autorul a nouă cărți și a numeroase articole în reviste și lucrări de la conferințe naționale și internaționale.
La Alegeri pentru Senatul Parlamentului Republicii Cehe din 2010, a candidat fără succes din partea Districtului nr. 70 – Orașul Ostrava ca un candidat fără partid pe listele partidului TOP 09⁠(d). S-a clasat pe locul 5 cu 11,84% din voturi.